# 5. Königlich Bayerische Ersatz-Infanterie-Brigade
Die 5. Ersatz-Infanterie-Brigade war ein Großverband der Bayerischen Armee im Ersten Weltkrieg.

## Gliederung

### Kriegsgliederung vom 2. August 1914
- Brigade-Ersatz-Bataillon 5
- Brigade-Ersatz-Bataillon 6
- Brigade-Ersatz-Bataillon 7
- Brigade-Ersatz-Bataillon 8
- Kavallerie-Ersatz-Abteilung Landau/II. Armee-Korps
- Feldartillerie-Ersatz-Bataillon 2 (zwei Batterien)
- Feldartillerie-Ersatz-Bataillon 12 (zwei Batterien)

### Kriegsgliederung Ende Oktober 1916
- Ersatz-Infanterie-Regiment 2
- Ersatz-Infanterie-Regiment 4

### Kriegsgliederung vom 15. Mai 1917
- Ersatz-Infanterie-Regiment 4
- Landwehr-Infanterie-Regiment 8
- Landwehr-Infanterie-Regiment 15

## Geschichte
Die Brigade wurde am 2. August 1914 als 5. gemischte Ersatz-Brigade errichtet und war der Ersatz-Division unterstellt. Am 18. September 1914 wurde sie an die preußische 30. Reserve-Division (Hauptreserve Straßburg) abgegeben. Mit dem 4. Januar 1917 erfolgte die Umwandlung der Division in einen rein bayerischen Verband. Sie war während des Ersten Weltkriegs an der Westfront eingesetzt.

## Kommandeure
| Dienstgrad           | Name                        | Datum                                |
| -------------------- | --------------------------- | ------------------------------------ |
| Generalmajor z.D.    | Franz von Zech auf Neuhofen | 02. August 1914 bis 19. Februar 1915 |
| Generalleutnant z.D. | Friedrich Deppert           | 20. Februar bis 14. Juli 1915        |
| Generalleutnant z.D. | Heinrich Meyer              | 21. Juli 1915 bis 23. Dezember 1917  |
| Oberst               | Julius von Braun            | 24. Dezember 1917 bis Kriegsende     |